# Ana Maria Pascual-Leone
Ana Maria Pascual-Leone (València, 24 d'agost de 1930) és una farmacèutica valenciana, acadèmica de número de la Reial Acadèmia Nacional de Farmàcia.
Va realitzar els seus estudis de farmàcia a la Universitat de Barcelona, i es va llicenciar en 1953 amb premi extraordinari. Va fer un Doctorat a la Universitat de Madrid en 1956. Des de 1970 va ser membre del Consell Superior de Recerques Científiques.
En 1994 va rebre, al costat del seu grup de treball, el Premi Nacional Reina Sofia per les seves recerques sobre la prevenció de les deficiències.
Una de les seves línies de treball ha estat l'estudi dels trastorns hormonals i la malnutrició durant la gestació. També la regulació del metabolisme dels hidrats de carboni, en la regulació d'eix tiroidal i en la secreció d'insulina. Unes altres de les seves àrees de recerca són els nutrients i la seva relació amb els factors endocrins.

## Obra
- Control neuroendocrí del balanç energètic: l'adipòcit secretor[4]
- 2005: Mecanismes moleculars i neuroendocrins del balanç energètic: Patologies[5]
- 2012: Reculada en el temps: la recerca biomèdica a Espanya[6]